# 長頜鱭
長頜鱭（学名：Coilia macrognathos）為輻鰭魚綱鲱形目鳀科的其中一種，分布於亞洲馬來西亞、婆羅洲西部、普吉島的淡水半鹹水水域，本魚從頭向尾部逐漸變細，腹部圓潤，上頷長，超過胸鰭基部，胸鰭鰭條細長，有6個長的細絲，臀鰭長，並與尾鰭相連，尾鰭短小，臀鰭軟條80條，體長可達26公分，棲息在溪流、河口，可作為食用魚。

## 擴展閱讀
維基物種上的相關：長頜鱭